# Lynn Conway

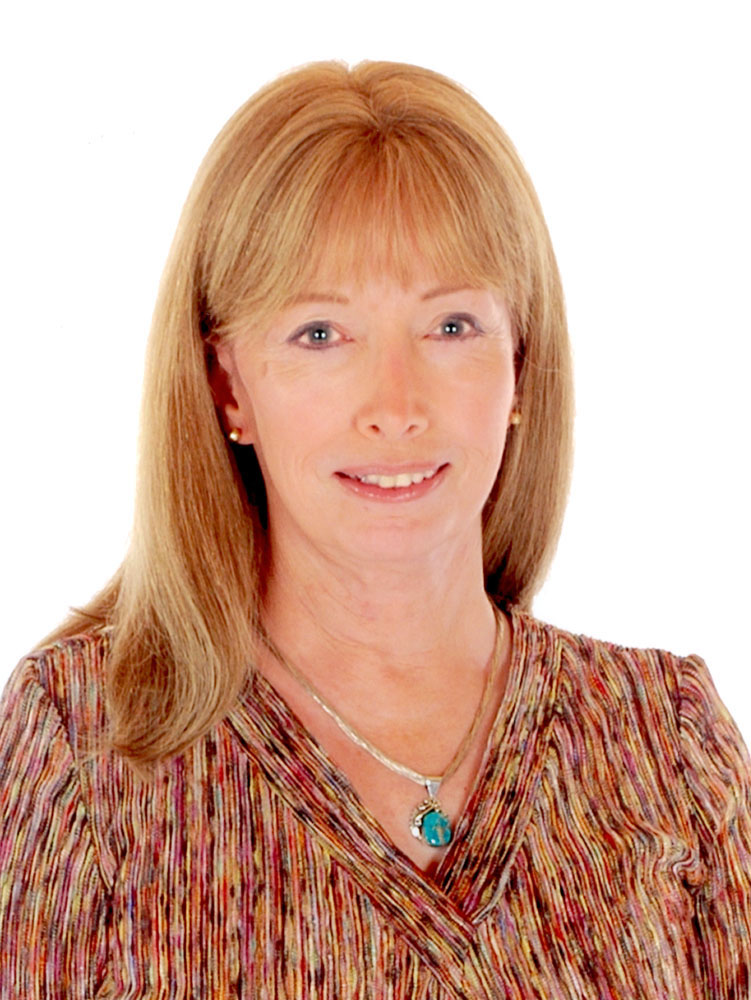
Lynn Conway, 2006

Lynn Ann Conway (* 2. Januar 1938 in Mount Vernon, New York; † 9. Juni 2024 in Jackson, Michigan) war eine US-amerikanische Informatikerin, Erfinderin und Aktivistin für die Rechte transgeschlechtlicher Menschen.

## Leben
Conway wurde bei der Geburt dem männlichen Geschlecht zugewiesen und war das ältere von zwei Kindern von Rufus Savage (1904–1966), einem Chemieingenieur bei Texaco, und Christine Savage (geb. Burney) (1904–1977), einer Kindergärtnerin. Ihr Bruder war Blair Savage (1941–2022). Ihre Eltern ließen sich scheiden, als sie sieben Jahre alt war.
In den 1960er Jahren arbeitete Conway bei IBM. Ihr wird die Erfindung des „generalised dynamic instruction handling“ zugeschrieben, wichtig für die out-of-order execution bei Computern. Nachdem Conway 1968 ihre Transgeschlechtlichkeit offenbart hatte, wurde sie von IBM kurzerhand entlassen. IBM entschuldigte sich 52 Jahre später dafür. Nach ihrer Entlassung entschloss sie sich zu einer endgültigen Geschlechtsangleichung und begab sich in Behandlung des deutschstämmigen Psychologen und Sexualmediziners Harry Benjamin. Einen ersten Versuch einer geschlechtsangleichenden Maßnahme hatte Conway bereits in den 1950er Jahren unternommen, scheiterte aber an den noch schlechten klinischen Möglichkeiten der damaligen Zeit.
Vor ihrer Transition war Conway mit einer Frau verheiratet und hatte aus dieser Ehe zwei Töchter. Nach der Scheidung verhinderte ihre Ex-Frau lange Jahre, dass Conway Kontakt mit den beiden gemeinsamen Kindern hatte. Von 2002 bis zu ihrem Tod war Conway mit dem Ingenieur Charles Rogers verheiratet. Sie starb im Juni 2024 im Alter von 86 Jahren an den Folgen zweier Herzinfarkte.

## Arbeit und Forschung
Nach ihrer Geschlechtsangleichung arbeitete Conway ab 1973 bei Xerox PARC an der Entwicklung neuer Techniken und Methoden für den VLSI-Entwurf, mit einer Unterbrechung 1978 für eine Tätigkeit als Gastprofessorin am M.I.T.
Zusammen mit Carver Mead war sie Auslöser der weltweiten VLSI-Revolution. Mit Carver Mead schrieb sie auch den bahnbrechenden Bestseller Introduction to VLSI Systems, eine wichtige Publikation im Rahmen der Entwurfs-Revolution.
In den frühen 1980er Jahren arbeitete sie für DARPA an der Strategic Computing Initiative des Verteidigungsministerium der Vereinigten Staaten und wurde danach 1989 Professorin an der University of Michigan. Für ihre Verdienste um den VLSI-Entwurf wurde sie 1985 vom IEEE zu seinem Fellow gewählt und 1989 in die National Academy of Engineering aufgenommen. 2014 wurde sie Fellow des Computer History Museum. 2016 wurde sie zum Fellow der American Association for the Advancement of Science gewählt. 2023 wurde sie in die National Inventors Hall of Fame aufgenommen.

## Coming-out
Nachdem Conway im Dezember 1998 emeritiert worden war, wagte sie nach der Entlassung bei IBM in den 1960er Jahren 1999 ein erneutes Coming-out als Transfrau. Lynn Conway setzte sich seitdem als prominente Sprecherin für die Rechte von transsexuellen Personen ein.
2009 wurde sie zum 40. Jahrestag der Stonewall-Aufstände von den amerikanischen LGBTI-Menschenrechtsorganisationen „International Court System“ und „National LGBTQ Task Force“ als eine der „Stonewall 40 trans heroes“ benannt.